# Distrikt La Esperanza (Trujillo)
Der Distrikt La Esperanza liegt in der Provinz Trujillo in der Region La Libertad in West-Peru. Der Distrikt wurde am 29. Januar 1965 gegründet. Der 15,55 km² große Distrikt hatte beim Zensus 2017 189.206 Einwohner. Im Jahr 1993 lag die Einwohnerzahl bei 105.361, im Jahr 2007 bei 151.845. Der Distrikt ist deckungsgleich mit dem 77 m hoch gelegenen nordwestlichen Vorort der Regionshauptstadt Trujillo La Esperanza. Der Distrikt ist in zehn Sektoren aufgeteilt: Central, Santa Verónica, Jerusalén, Pueblo Libre, San Martín, Fraternidad, Indoamérica, Wichanzao, Manuel Arévalo II und III sowie Parque Industrial.

## Geographische Lage
Der Distrikt La Esperanza liegt in der Küstenebene Nordwest-Perus. Er grenzt im Südosten an die Distrikte  Florencia de Mora und Trujillo, im Westen und im Norden an den Distrikt Huanchaco sowie im Osten an den Distrikt El Porvenir.